# Langlaufeinrichtung

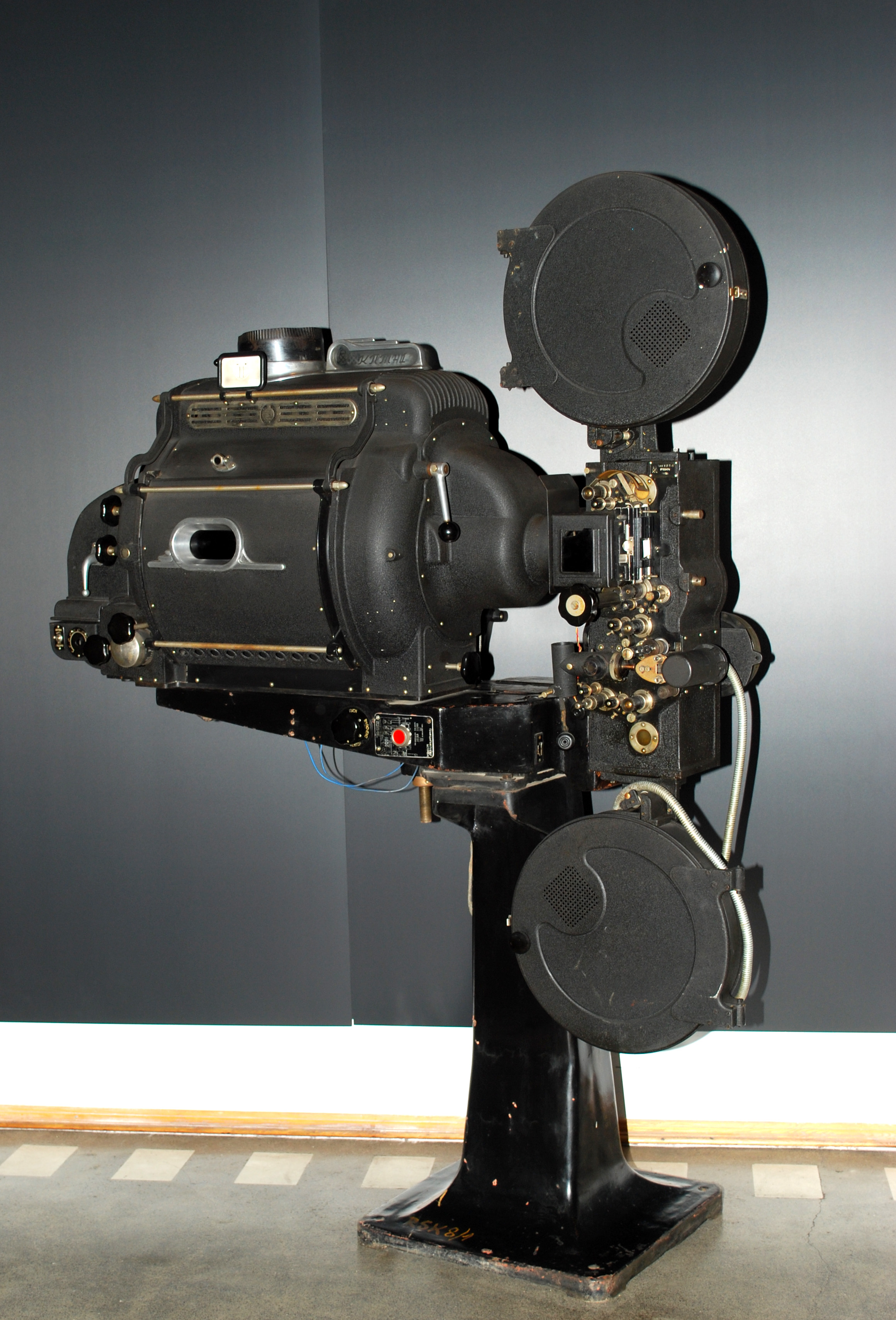
Historischer Projektor mit Feuerschutztrommeln für einzelne Filmakte

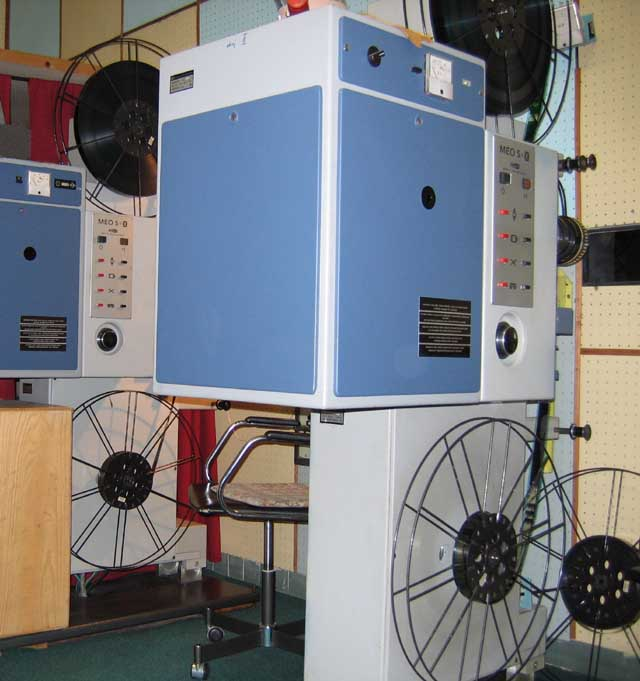
Vorführung im Überblendbetrieb mit 1800-m-Spulen

Als Langlaufeinrichtung bezeichnet man im Kinobetrieb Vorrichtungen, welche die Wiedergabe eines Films mit nur einem Filmprojektor ohne Pausen zwischen den einzelnen Akten ermöglichen.

## Vorgeschichte
In der Frühzeit des Kinos waren Filme nur wenige Minuten lang und wurden von wandernden Schaustellern vorgeführt, was sich mit dem Aufkommen der festen Lichtspielhäuser und der Elektrifizierung der Städte änderte. In Lichtspielhäusern wurden nun Filmprojektoren ortsfest eingebaut und ermöglichten somit eine deutlich verbesserte Vorführqualität.
Der Vorführdauer auf einem Projektor waren zu dieser Zeit jedoch aus verschiedenen Gründen enge Grenzen gesetzt: Die abgebrannten Elektroden der Kohlebogenlampen mussten regelmäßig gegen neue getauscht werden, außerdem war der damals verwendete Zelluloidfilm stark brandgefährdet und wurde daher am Projektor in Feuerschutztrommeln eingelegt, die aus Brandschutzgründen nicht mehr als etwa 20 Minuten Film fassten.
Aus diesen Gründen war es nötig, zur pausenlosen Vorführung längerer Filme zwei oder mehr Projektoren auf die gleiche Leinwand auszurichten und im Überblendbetrieb den Film abwechselnd auf diesen vorzuführen. Dieses Vorgehen konnte erst aufgegeben werden, als sich der Sicherheitsfilm durchsetzte – in Europa zum Beginn der 1950er-Jahre – und die Kohlebogenlampen durch Xenon-Gasentladungslampen ersetzt wurden, was etwa zehn Jahre später erfolgte.
Nun war es auch möglich, längere Sequenzen eines Films durch das Koppeln mehrere Akte von einer einzigen größeren Spule wiederzugeben, und beispielsweise bei der Verwendung von Spulen mit einem Fassungsvermögen von 1800 m Film nur noch etwa stündlich zwischen den Projektoren überzublenden. Da aber 1800-m-Spulen bereits einen Durchmesser von über 60 cm aufweisen, stellen sie die Obergrenze für die „klassische“ Vorführung am Filmprojektor (abwickelnde Spule oberhalb des Projektorlaufwerks, aufwickelnde Spule unterhalb) dar und eine pausenlose Vorführung längerer Filme ist nicht möglich.

## Spulenturm / Sidewinder
Die einfachste Möglichkeit einer Langlaufeinrichtung ist der sogenannte Spulenturm, bei dem auf einem zusätzlichen Gerüst, das neben oder hinter dem Filmprojektor aufgestellt wird, zwei Spulen mit noch größerem Fassungsvermögen angebracht werden. Typischerweise liegt das Fassungsvermögen von Turmspulen bei 4000 oder 5000 m Normalfilm, also einer Spieldauer von etwa zweieinhalb bzw. gut drei Stunden. Der Film wird dabei – je nach Aufstellung des Spulenturms gegebenenfalls über Umlenkrollen – von der einen Spule (Abwickelspule) zum Projektor und nach dem Durchlauf durchs Projektorlaufwerk wieder zurück zum Spulenturm geführt, wo er auf der zweiten Spule (Aufwickel- oder Fangspule) wieder aufgewickelt wird.
Beim Koppeln muss der Film hierbei so hergerichtet werden, dass zur Vorführung der Anfang des Films außen auf der Spule liegt; nach dem Abspiel liegt dieser jedoch am Kern der zweiten Spule, der Film muss vor einer erneuten Vorführung zurückgespult werden. Für die Koppelung und Entkoppelung eines Films bieten die meisten Spulentürme die Möglichkeit, Steckspulen so zu befestigen, dass auch einzelne Filmakte von, bzw. auf einer oder beiden Spulen auf- und abgewickelt werden können.
Da die Masse eines kompletten Films im zweistelligen Kilogramm-Bereich liegt, ist diese zu groß, um von der ersten Zahnrolle des Projektors bewegt werden zu können, ohne die Perforation des Films zu beschädigen. Daher besitzen Spulenturme nicht nur an der aufwickelnden, sondern auch an der abwickelnden Spule einen eigenen Antrieb, der die Rotationsgeschwindigkeit je nach Grad der Abwicklung anpasst.
Neben Spulentürmen mit vertikal übereinander angeordneten Spulen gibt es auch solche, bei denen die Spulen horizontal nebeneinander oder gegenüber angeordnet sind, letztere nennt man auch „Sidewinder“. Es existieren auch Projektoren, bei denen ein solcher Sidewinder im Fuß integriert ist, wobei der Film über Umlenkrollen von der abwickelnden Spule aus von oben her in das Laufwerk geführt wird.

## Filmtelleranlage

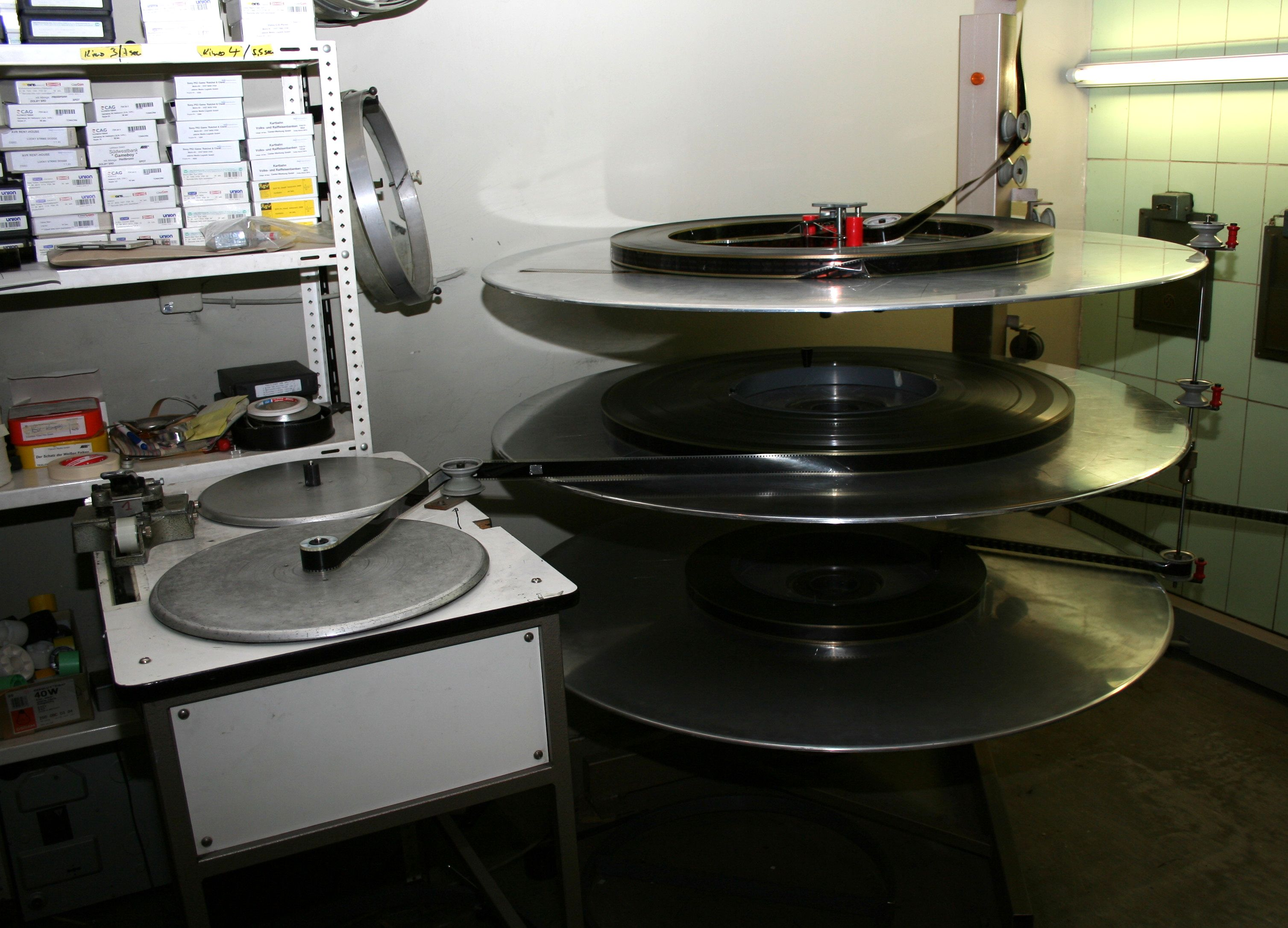
Eine Telleranlage im Einsatz

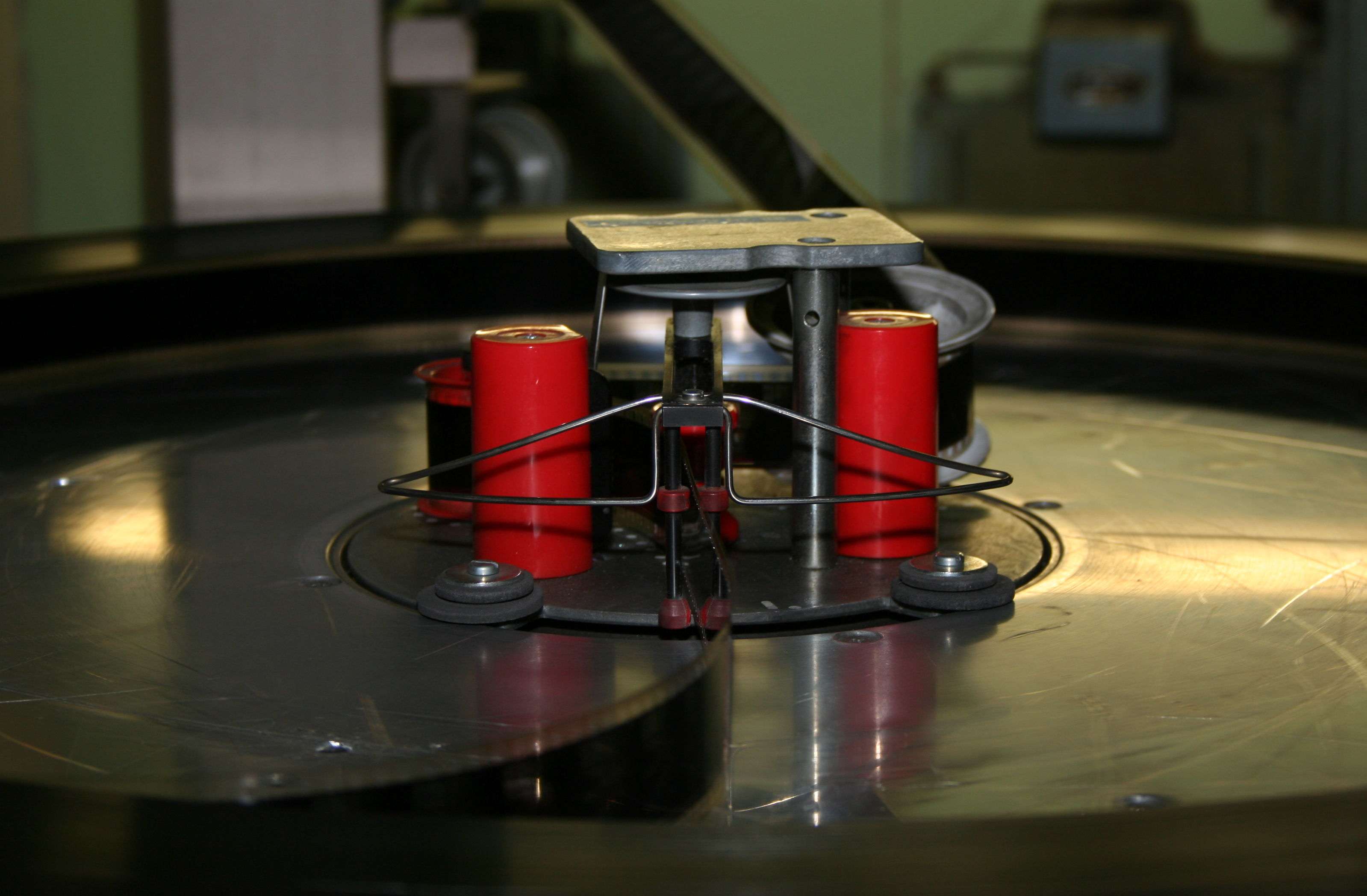
Abwickeleinheit Bauart Kinoton

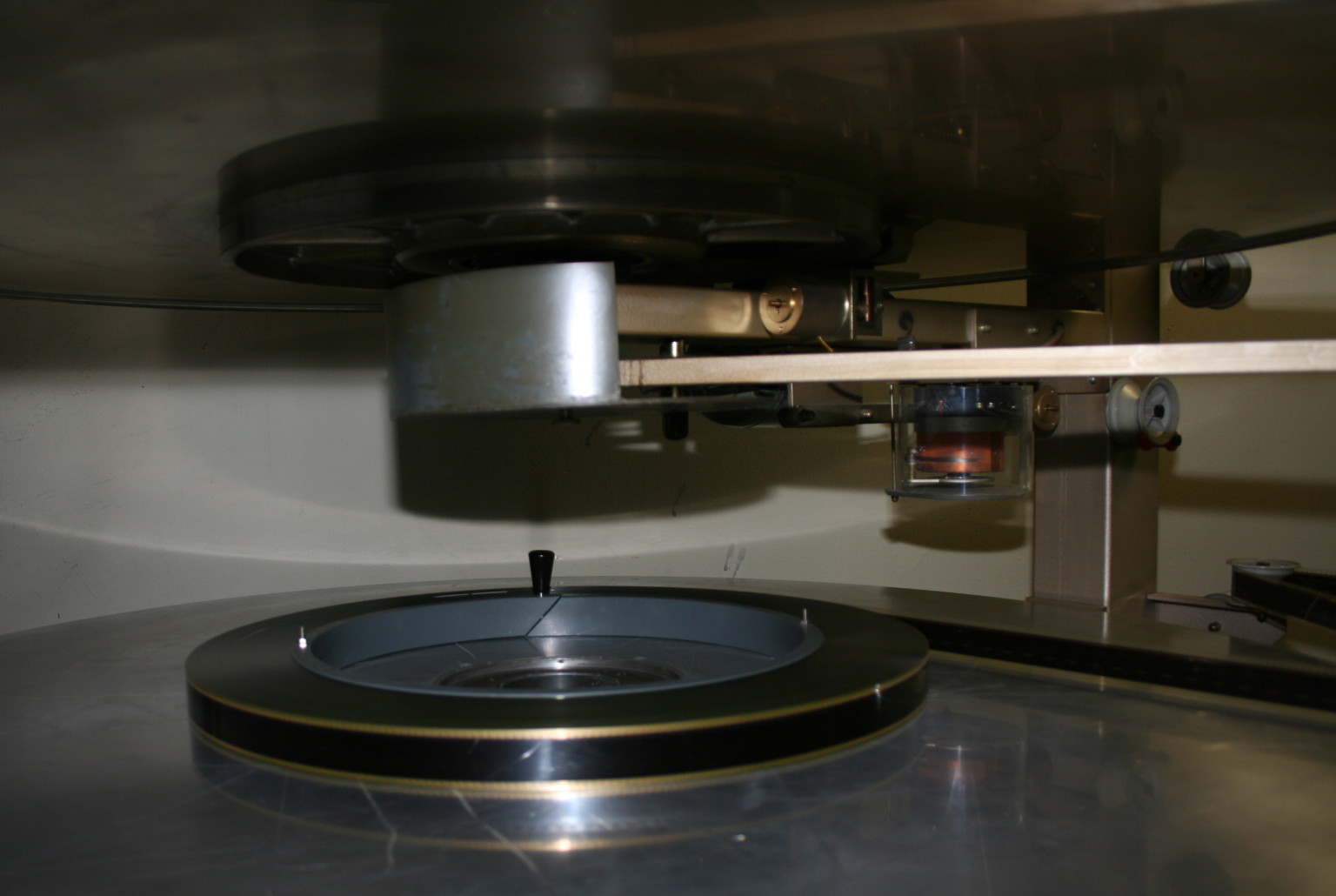
Aufwickeln des bereits projizierten Films

Das Umrollen des Films vor oder nach jeder Vorführung ist nicht nur aufwendig, sondern führt auch zu Schäden am Filmmaterial, wenn die einzelnen Lagen Film auf der Spule aneinander reiben oder bei der Beendigung des Umrollvorgangs auf Tisch oder Boden beschmutzt werden. Daher suchte man nach Wegen, den Filmanfang aus der Mitte des Wickels herauszuführen, um so mehrere Vorführungen hintereinander ohne Zeitverlust und Materialschädigungen durch Umrollen zu ermöglichen.
Der Bad Saulgauer Filmvorführer Willi Burth entwickelte in den 1960er-Jahren den sogenannten „Non-Rewind-Filmteller“, bei dem der Filmwickel horizontal auf eine etwa 1,5 m durchmessende Platte gelegt wird. Dies hat den Vorteil, dass eine Flanke der Spule entfallen kann und der Filmwickel von oben her zugänglich ist. Der Film wird auf einen Ring aus Metall oder Kunststoff aufgewickelt, der vor der Vorstellung entnommen wird. Eine spezielle Einsteckeinheit wird nun in die Mitte des Filmwickels gesetzt und der Filmanfang durch sie schräg nach oben heraus und über Umlenkrollen zum Projektor geführt. Nach Durchlauf durch diesen wird der Film wieder zur Telleranlage geführt und auf einer zweiten Tellerebene wiederum auf einen Ring aufgewickelt. Somit liegt der Filmanfang stets innen im Filmwickel, eine erneute Vorführung ist praktisch ohne Zeitverzug möglich. Zudem ist das Verfahren filmschonender als Spulenbetrieb, da – bei ordnungsgemäßer Bedienung – Bild und Ton des Films immer geführt werden und so nicht verschrammt werden können.
Die von Burth 1969 patentierte Telleranlage wurde vom Filmtechnikhersteller Kinoton vertrieben und im Laufe der Jahre verbessert, daneben existieren mittlerweile auch Telleranlagen anderer Hersteller wie Ernemann oder Cinemeccanica. Typischerweise hat eine Telleranlage drei oder fünf Tellerebenen. Für eine Filmvorführung werden zwei dieser Ebenen genutzt (eine als Abwickel-, die andere als Aufwickelebene), auf der dritten Ebene kann gleichzeitig unter Verwendung eines Umrolltisches ein weiterer Film montiert oder demontiert werden, bei Anlagen mit fünf Ebenen kann parallel ein zweiter Film vorgeführt werden. Für seine Erfindung erhielt Burth mehrere Auszeichnungen, darunter 1987 den als „Technik-Oscar“ bekannten Scientific and Engineering Award der Academy of Motion Picture Arts and Sciences.
Die Einsteckeinheit steuert die Drehzahl des abwickelnden Tellers über eine nach rechts und links schwingende Gabel (oder eine vergleichbare Sensorinstallation) an der Filmaufnahme. Hier gibt es verschiedene Systeme: Bei der Bauart Kinoton befinden sich an den Anschlägen dieser Gabel Schalter, welche die Drehzahl des Tellers je nach der Transportgeschwindigkeit zum Projektor erhöhen bzw. verringern, Cinemeccanica-Teller nutzen eine Drehzahlregelung über ein Potentiometer, das direkt mit der Gabel verbunden ist.
Die Geschwindigkeit und der Filmzug des aufwickelnden Tellers werden bei neuen Anlagen mikroprozessorgesteuert geregelt, bei älteren Anlagen erfolgt diese Regelung über bewegliche Umlenkrollen, die den Teller beschleunigen, wenn der Film schneller zugeführt als aufgewickelt wird und im umgekehrten Fall abbremsen. Der Zug sollte dabei so fest eingestellt sein, dass man den komplett aufgespulten Film nach der Fixierung des Endes mit Klebeband komplett vom Teller abheben und zur Lagerung senkrecht aufstellen kann.

### Endlosteller

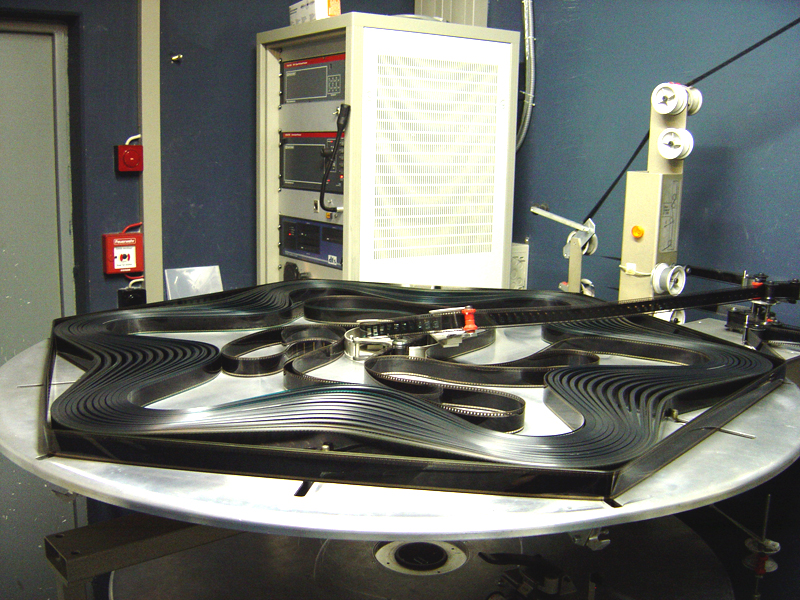
Endlostelleranlage

Wird ein Film in kurzen Intervallen oft hintereinander vorgeführt, so ist auch das mit Telleranlagen nach jeder Vorführung erforderliche erneute Einlegen des Films über alle Umlenkrollen und ins Projektorlaufwerk zeitraubend. Für solche Fälle wurde der sogenannte Endlosteller entwickelt: Der Film wird auf einer „normalen“ Tellerebene montiert und bei der ersten Vorführung auf einer speziellen Tellerebene aufgewickelt, danach werden Anfang und Ende zusammengeklebt und der Film so als Endlosschleife vorgeführt.
Da der Film innen (also dort, wo der Tellerradius gering ist und damit die Rotationsgeschwindigkeit höher sein müsste) entnommen, aber außen mit großem Radius (und damit geringerer Geschwindigkeit) aufgewickelt wird, kann er nicht einfach spiralförmig aufgewickelt werden. Er wird daher als Polygon aufgewickelt und durch einen Transportmechanismus sternförmig, mit mehreren „Zacken“, geformt. Auf diese Weise ist der Umfang des Wickels innen wie außen gleich und es kann mit der gleichen Geschwindigkeit auf- wie abgewickelt werden. Da das System recht komplex ist, ist die Bedienung nicht einfach und kann leicht zu Filmschädigungen führen.
Aus den gleichen Überlegungen wurde in den USA auch ein „Loopmatic“ genannter Endlos-Spulenturm entwickelt, der jedoch nie große Stückzahlen erreicht hat und in Europa offenbar nie zum Einsatz gekommen ist.